# Ben Hill Griffin Stadium
O Ben Hill Griffin Stadium é um estádio localizado em Gainesville, Flórida, Estados Unidos, possui capacidade total para 88.548 pessoas, sendo o maior estádio da Flórida, é a casa do time de futebol americano universitário Florida Gators, o time da Universidade da Flórida, foi inaugurado em 1930, o nome foi adotado em 1989 em homenagem ao empresário Ben Hill Griffin Jr. que foi aluno na universidade.